# Falsobiobessa fasciculosa
Falsobiobessa fasciculosa är en skalbaggsart som beskrevs av Stefan von Breuning 1942. Falsobiobessa fasciculosa ingår i släktet Falsobiobessa och familjen långhorningar. Inga underarter finns listade i Catalogue of Life.